# Live at the Cow Palace
Live at the Cow Palace je koncertní album skupiny Grateful Dead. Album bylo nahráno 31. prosince 1976 na Cow Palace v Daly City, Kalifornie a vyšlo 19. ledna 2007 u Rhino Records.

## Seznam skladeb
| Disk 1 | Disk 1               | Disk 1             | Disk 1 |
| Pořadí | Název                | Autor              | Délka  |
| ------ | -------------------- | ------------------ | ------ |
| 1.     | Promised Land        | Berry              | 4:45   |
| 2.     | Bertha               | Hunter, Garcia     | 7:13   |
| 3.     | Mama Tried           | Haggard            | 3:03   |
| 4.     | They Love Each Other | Hunter, Garcia     | 7:12   |
| 5.     | Looks Like Rain      | Barlow, Weir       | 7:37   |
| 6.     | Deal                 | Hunter, Garcia     | 6:00   |
| 7.     | Playing in the Band  | Hunter, Hart, Weir | 23:12  |

| Disk 2 | Disk 2             | Disk 2           | Disk 2 |
| Pořadí | Název              | Autor            | Délka  |
| ------ | ------------------ | ---------------- | ------ |
| 1.     | Sugar Magnolia     | Hunter, Weir     | 8:48   |
| 2.     | Eyes of the World  | Hunter, Garcia   | 12:26  |
| 3.     | Wharf Rat          | Hunter, Garcia   | 13:28  |
| 4.     | Good Lovin'        | Resnick, Clark   | 5:10   |
| 5.     | Samson and Delilah | trad., arr. Weir | 10:13  |
| 6.     | Scarlet Begonias   | Hunter, Garcia   | 11:57  |

| Disk 3         | Disk 3                  | Disk 3                                      | Disk 3 |
| Pořadí         | Název                   | Autor                                       | Délka  |
| -------------- | ----------------------- | ------------------------------------------- | ------ |
| 1.             | Around and Around       | Berry                                       | 8:01   |
| 2.             | Help on the Way         | Hunter, Garcia                              | 5:11   |
| 3.             | Slipknot!               | Garcia, K. Godchaux, Kreutzmann, Lesh, Weir | 8:50   |
| 4.             | Drums                   | Hart, Kreutzmann                            | 3:03   |
| 5.             | Not Fade Away           | Holly, Petty                                | 11:03  |
| 6.             | Morning Dew             | Dobson, Rose                                | 15:24  |
| 7.             | One More Saturday Night | Weir                                        | 5:47   |
| 8.             | Uncle John's Band       | Hunter, Garcia                              | 8:18   |
| 9.             | We Bid You Goodnight    | trad., arr. Grateful Dead                   | 3:30   |
| Celková délka: | Celková délka:          | Celková délka:                              | 190:25 |

## Sestava
- Jerry Garcia – sólová kytara, zpěv
- Bob Weir – rytmická kytara, zpěv
- Phil Lesh – basová kytara
- Donna Jean Godchaux – zpěv
- Keith Godchaux – piáno
- Mickey Hart – bicí
- Bill Kreutzman – bicí